# Lisa Heise
Louise »Lisa« Heise geb. Schmidt, (* 10. Februar 1893 in Hersfeld; † 17. April 1969 in Ravensburg) war eine deutsche Schriftstellerin. Literarische Bedeutung erlangte sie nicht zuletzt durch ihren Briefwechsel mit dem Lyriker Rainer Maria Rilke (1875–1926).

## Leben
Heise wurde als Tochter des Landkrankenhausverwalters Wilhelm Schmidt (1863–1947) und dessen Ehefrau Margarethe geb. Kranz (1869–1938) in Hersfeld geboren. Ihre Kindheit verbrachte sie in Eschwege. In Kassel begann sie 1913 eine Ausbildung zur Klavierlehrerin, gleichzeitig knüpfte sie dort erste Kontakte zur dortigen Kunstszene. 1916 heiratete sie den Künstler Wilhelm Heise, jedoch wurde die Ehe bereits 1919 wieder geschieden. Das Paar hatte einen gemeinsamen Sohn.
Nach mehreren Stationen, unter anderem in Meiningen, Hofgeismar und Weimar kehrte sie nach Ravensburg zurück, wo sie bis zu ihrem Lebensende bei der Familie ihres Sohnes wohnte.
Louise Heise schied am 17. April 1969 freiwillig aus dem Leben.

## Werke

### Schriften
- Spuk am Nachmittag. Eine Erzählung. In: Kölnische Zeitung vom 21. Februar 1939.
  - wiederveröffentlicht in: Eschweger Geschichtsblätter. 24/2013, S. 72–74.
- Das Geheimnis. Eine Erzählung. In: Kölnische Zeitung vom 10. Dezember 1939.
  - wiederveröffentlicht in: Eschweger Geschichtsblätter. 24/2013, S. 67–71.
- Erinnerungen einer Heimgekehrten. In: Werra-Rundschau vom 22. Mai 1954.
  - Neuauflage in: York-Egbert König und Karl Kollmann (Hrsg.): Eschwege. Ein Lesebuch. Husum Verlag, Husum 1996, S. 65–67.
- Heimkehr. In: Das Werraland. 16/1964, S. 41–44.
  - wiederveröffentlicht in: Eschweger Geschichtsblätter. 27/2016, S. 24–30.
- Das Eschweger Krankenhaus um die Jahrhundertwende. in: Werra-Rundschau vom 12. Dezember 1964.
  - wiederveröffentlicht in: Eschweger Geschichtsblätter. 21/2010, S. 88–92.
- Erlebnisse auf dem Schulweg. In: Werra-Rundschau vom 5. Juni 1965.
  - Neuauflage in: York-Egbert König und Karl Kollmann (Hrsg.): Eschwege. Ein Lesebuch. Husum Verlag, Husum 1996, S. 67–70.
- Erinnerungen an Alt-Eschwege. Die Weiße Wand. In: Das Werraland. 18/1966, S. 8–10.
  - wiederveröffentlicht in: Eschweger Geschichtsblätter. 27/2016, S. 31–35.
- Erinnerungen an meine Kindheit. In: Eschweger Geschichtsblätter. 24/2013, S. 59–66.

### Bücher
- Briefe an Rainer Maria Rilke. Rabenpresse, Berlin 1934; 2. Aufl. 1935; Neuauflage: Günther Verlag, Stuttgart 1950.
- Der Brunnen. Eine Erzählung in Briefform. Rupert Verlag, Leipzig 1950, 2. Aufl. 1952; 3. Aufl. Rupert Verlag, Darmstadt 1953.